# Gelbes Hörnl
Das Gelbe Hörnl ist ein 3003 m ü. A. hoher Berggipfel der Glocknergruppe in Osttirol. Die Erstbesteigung durch Nord-Süd-Überschreitung des Langen Grats erfolgte am 13. August 1927 durch K. Folta und R. Neumann.

## Lage
Das Gelbe Hörnl liegt im Süden der Glocknergruppe in der Kernzone des Nationalparks Hohe Tauern. Es befindet sich im Nordosten der Gemeinde Kals am Großglockner im Zentrum des Langen Grats, der sich zwischen der Zollspitze (3024 m ü. A.) im Norden und dem Kristallspitzl (3005 m ü. A.) im Süden erstreckt. Das Gelbe Hörnl wird im Norden durch die Rote Scharte (2960 m ü. A.) vom Rumesoikopf (3001 m ü. A.) getrennt, südlich befindet sich der Grüne Kopf (3005 m ü. A.). Westlich des Gelben Hörnl liegt das Rumesoikar, in dem der Rumesoibach entspringt und nach kurzer Fließstrecke ins ebenfalls westlich gelegene Kalser Dorfertal fließt. Östlich befindet sich das Quellgebiet des Teischnitzbachs. Nächstgelegene Schutzhütten sind im Kalser Dorfertal das Kalser Tauernhaus und östlich die hoch über dem Tal des Teischnitzbaches gelegene Stüdlhütte.

## Aufstiegsmöglichkeiten
Das Gelbe Hörnl ist ein alpinistisch unbedeutender Gipfel, der nur in spezieller Führerliteratur angeführt wird. Der Normalweg auf ihn führt ausgehend von der Straße zur im Kalser Tal gelegenen Moaralm am Fußweg ins Teischnitztal. Nach der Pifanghütte verläuft der Anstieg weglos in Richtung Nordwesten in den Sattel zwischen der Zollspitze und dem Rumesoikopf. Nach der Besteigung des Rumeosikopfs (unschwierig) erfolgt der Abstieg in die Rote Scharte durch Umgehung des Nordgrates und der Schlussanstieg über die Südflanke des Gelben Hörnl (II+). Vom Sattel zwischen Zollspitze und Rumesoikopf kann auch die Nord-Süd Überschreitung von Rumesoikopf, Gelben Hörnl und Grünem Kopf erfolgen (II).